# Rena (vattendrag)
Rena är en älv i Rendalens och Åmots kommuner i landskapet Østerdalen i Innlandet fylke i östra Norge. Älven är en av älven Glommas största biflöden och bildas vid sammanflödet av åarna Tysla och Unsetåa, som båda har sitt ursprung i fjällområdet öster om fjället Tron.
Rena flyter genom Rendalen och bildar sjön Lomnessjøen (4,2 kvadratkilometer, 255 meter över havet) samt sjön Storsjøen (50 kvadratkilometer, 250–252 meter över havet). Från öster tar den emot ån Mistra vid orten Åkrestrømmen, ån Søndre Osa från sjön Osensjøen (40,5 kvadratkilometer, 431–438 meter över havet) i sjön Løpsjøen samt ån Julussa strax söder om sjön Løpsjøen, innan den förenar sig med älven Glomma vid tätorten Rena.